# Jean Marie Le Bris

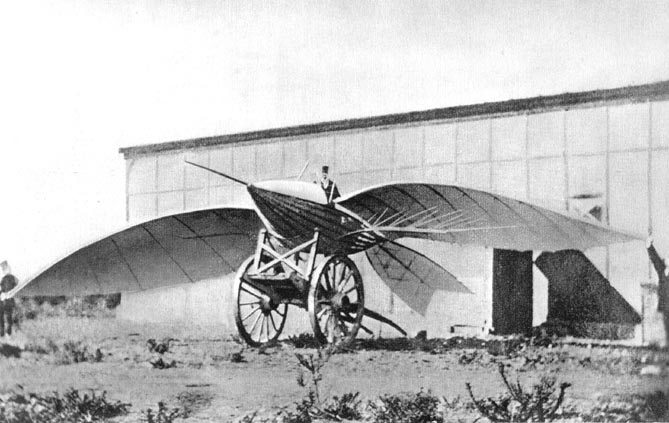
De Albatros op een onderstel

Jean Marie Le Bris (Concarneau, 25 maart 1817 - Douarnenez, 10 februari 1872) was een Franse luchtvaartpionier die experimenteerde met zweefvliegtuigen.

## Levensloop

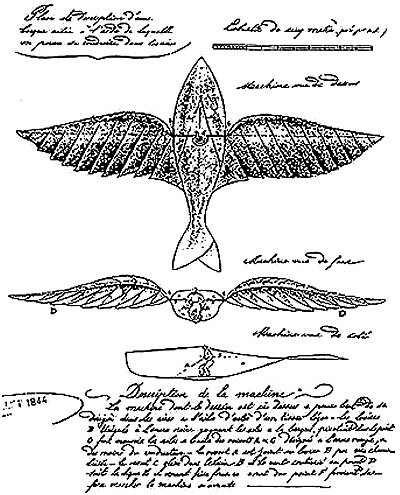
Patent uit 1857

### Jeugd
Jean Le Bris werd geboren in een familie van zeevaarders. Zijn vader was kapitein van een bark en werd daarna havenmeester en reder in Douarnenez. Jean was de derde van zeven kinderen en op zijn elfde voer hij al uit als matroos. Hij monsterde aan bij de Franse marine in Brest en in 1837 maakte hij een reis naar de Stille Zuidzee aan boord van L'Héroïne. Dit marineschip moest toezien op de belangen van Franse walvisvaarders en voer tot in Tahiti. In 1840 verliet Le Bris de marine en hij werd reder.

### Barque ailée
In 1855 richtte hij een boerderij in Tréfeuntec (gemeente Plonévez-Porzay) in als werkplaats. Geïnspireerd door de vlucht van de albatros begon hij daar zweefvliegtuigen te ontwerpen. In 1856 voerde hij op het strand van Tréfeuntec een eerste vlucht uit met de Barque ailée, een zweefvliegtuig gemaakt van hout en doek dat tegen de wind in voortgetrokken werd door een paard. Op 9 maart 1857 nam hij een patent op zijn zweefvliegtuig. Bij een tweede poging eind maart 1857 stortte Le Bris neer waarbij hij zijn been brak.

### Albatros
Le Bris verhuisde met zijn gezin naar Landerneau en in 1865 Brest. Daar nam hij zijn proefnemingen weer op. In 1867 was hij in Parijs om publiciteit te maken voor zijn uitvinding. Dit loonde: de directeur in Brest van het Corps des ponts et chaussées stelde een hangar in de haven ter beschikking en de marine haar schrijnwerkerij. Le Bris ontwierp een tweede zweefvliegtuig, de Albatros. Deze had een cockpit uit essenhout en een spanwijdte van 15 meter. In februari 1868 probeerde hij een vlucht boven de haven van Brest. Bij een tweede test stortte het vliegtuig neer.

### Later leven
Na deze mislukking trok Le Bris zich terug in Douarnenez. Hij ging bij de politie. In augustus 1871 werd hij slachtoffer van een aanval. Hij herstelde hier niet van en overleed enkele maanden later ten gevolge van een hersenbloeding.

## Mythevorming
In 1878 schreef Guillaume Joseph Gabriel de La Landelle in Les Grandes Amours een geromantiseerde biografie van Jean Le Bris. Hij beschreef de eerste vlucht van Le Bris op het strand van Tréfeuntec. Le Bris bestuurde het vliegtuig dat werd voortgetrokken door het paard van een plaatselijke boer terwijl twee vrienden van Le Bris de vleugels ondersteunden bij het opstijgen. Deze eerst vlucht achter het paard zou ongeveer 100 meter hebben gedragen. Historicus Thierry Le Roy trekt deze beschrijving in twijfel. Er zijn geen bewijzen van deze vlucht en volgens Le Roy had het toestel te veel luchtweerstand en onvoldoende liftkracht om op te kunnen stijgen. Ook van de tweede vlucht in 1857 zijn geen bewijzen.
Biograaf Gaston Decoop die in 1969 voortborduurde op het werk van de La Landelle beschreef de eerste vlucht van de Albatros als een vlucht over 200 meter waarbij een hoogte van 50 meter werd bereikt. Maar door zijn tijdgenoten werden de testen met de Albatros gezien als een mislukking zodat ook deze bewering door Thierry Le Roy in twijfel wordt getrokken.

## Nalatenschap

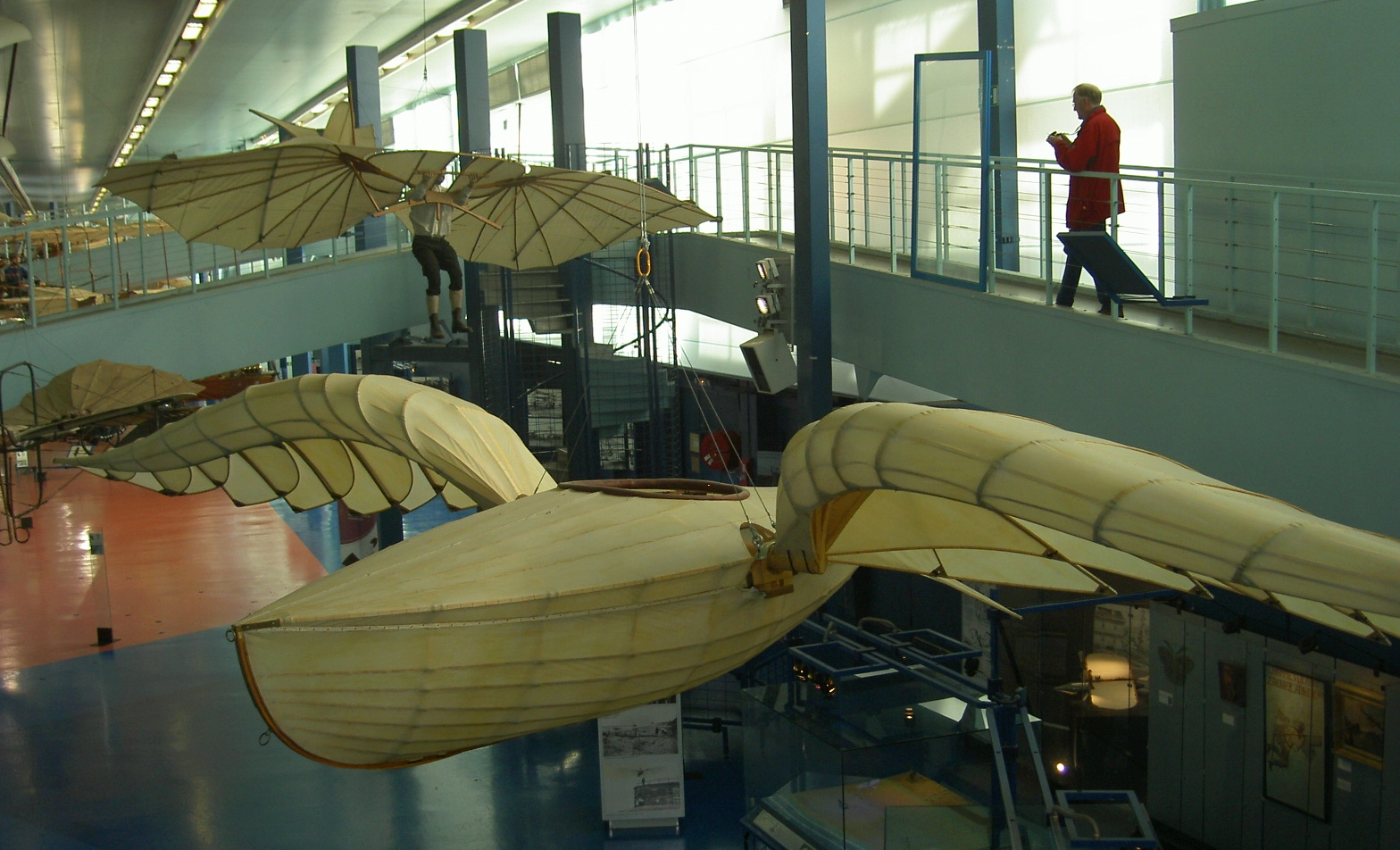
Reconstructie van de Barque ailée (vooraan) in het Musée de l'Air et de l'Espace

De pogingen van Jean Le Bris raakten een tijdlang in de vergetelheid. Ook al heeft hij waarschijnlijk nooit echt gevlogen, toch wordt hij erkend als een luchtvaartpionier. Uit zijn werktekeningen en het patent blijkt dat hij wel een goed begrip had van de principes van de zweefvlucht.
Reconstructies van zijn zweefvliegtuigen zijn tentoongesteld in Douarnenez en in het Musée de l'Air et de l'Espace in Le Bourget.